# Protocolo ambulante de los conquistadores
El Protocolo ambulante de los conquistadores es un libro becerro que contiene la documentación manuscrita que redactaron los escribanos que acompañaron a las huestes de Francisco Pizarro durante la Conquista del Perú. Es el primer testimonio escrito en lengua castellana de América del Sur y el más antiguo generado en el territorio peruano.
En 2013 ingresó en el Registro de la Memoria del Mundo de la UNESCO, y en 2017 fue declarado Patrimonio Cultural de la Nación.
El libro becerro, denominado así por estar escrito sobre pergamino obtenido de la piel de un becerro, es un conjunto documental de protocolos notariales que dan fe de contratos de compra y venta, poderes, testamentos, donaciones, obligaciones, recibos, conciertos, compañías, etc. entre los conquistadores españoles. Está constituido por 804 escrituras en 551 folios, y está fechado desde 1533 a 1538. Fue redactado en castellano medieval en letra cortesana usando tinta ferrogálica. Forma parte del Registro Nacional de Colecciones Documentales y Archivos Históricos Públicos o Particulares del Archivo General de la Nación.
Es una importante fuente documental para el estudio de los primeros contactos entre la civilización andina con los conquistadores europeos, ya que contiene narraciones y descripciones de hechos importantes, como indicios del episodio del rescate de Atahualpa. También están recopilados los nombres de los conquistadores españoles, sus rutas de exploración y las riquezas que encontraron.